# Elezioni federali in Svizzera del 2023
Le elezioni federali in Svizzera del 2023 si sono tenute in larga parte il 22 ottobre per il rinnovo dell'Assemblea federale, il parlamento del paese, giunto alla sua 52ª legislatura.
Le elezioni, riferitesi principalmente all’elezione dei 200 membri del Consiglio nazionale, sono state seguite dalle elezioni dei Consiglieri agli Stati, costituenti la camera alta, che, ai sensi della Costituzione elvetica, sono determinate dai singoli cantoni secondo diritto proprio.
Esse hanno visto la riconferma dell’Unione Democratica di Centro (UDC), in netta ripresa dalla scorsa elezione, a discapito dei partiti ambientalisti dei Verdi Svizzeri (VS) e dei Verdi Liberali Svizzeri (PVL) che, complessivamente, dall’exploit della scorsa tornata, hanno visto un tracollo di 11 seggi. Altresì rilevanti, infine, sono il lieve aumento di consensi del Partito Socialista Svizzero (PSS) che, consolidando la propria base, ha ottenuto 2 seggi supplementari, la relativa stabilità del fronte centrista-liberale, rappresentato dai partiti Alleanza del Centro (ADC) e PLR.I Liberali Radicali (PLR), i quali hanno ottenuto dalla tornata elettorale, rispettivamente, 29 e 28 seggi, e la modificazione in Consiglio di alcuni partiti minori.

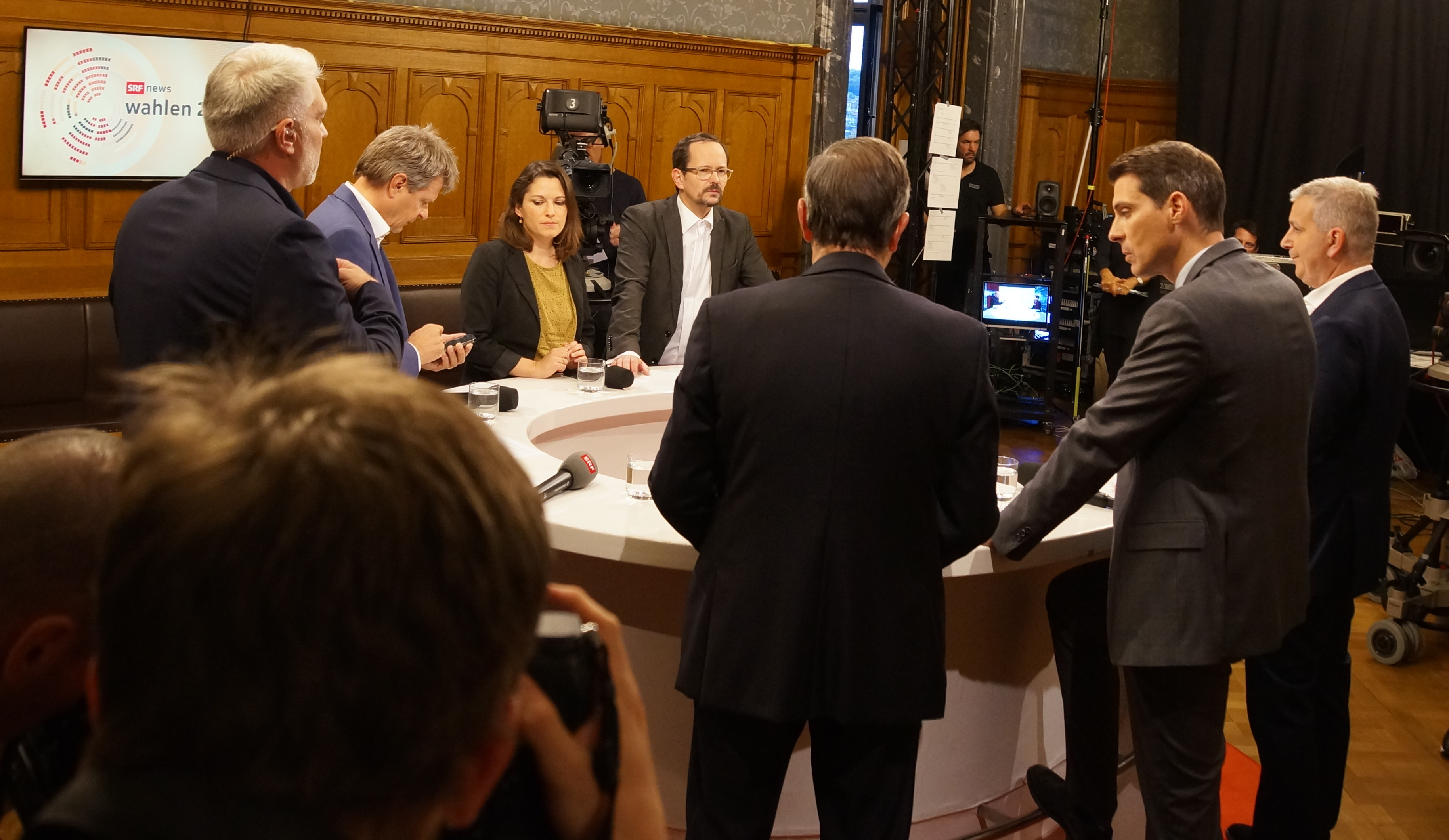
I presidenti di partito in TV la sera delle elezioni

## Sistema elettorale

### Consiglio nazionale
Per l’elezione dei 200 membri del Consiglio nazionale, la legge elettorale elvetica prevede che i seggi siano ripartiti tra i vari cantoni, ciascuno dei quali forma una circoscrizione elettorale, secondo la loro popolazione.
Può quindi accadere che i cantoni perdano o guadagnino seggi tra le tornate elettorale, sebbene ogni cantone disponga di almeno un seggio.
I Consiglieri nazionali vengono eletti secondo il sistema proporzionale, eccetto nei cantoni con un solo seggio, in cui viene adottato de facto il sistema maggioritario. Con il sistema proporzionale i seggi vengono prima assegnati ai partiti in base ai voti ricevuti (secondo il cosiddetto metodo del quoziente e dei più alti resti tramite “Quoziente di Hagenbach-Bischoff”) e successivamente ai candidati di ciascun partito a seconda delle preferenze ottenute; mentre con il sistema maggioritario il candidato con il maggior numero di voti viene eletto e in caso di parità si procede a un sorteggio.
Di seguito una tabella riassuntiva dei seggi spettanti ad ogni cantone, in base alla popolazione censita, rapportati con l’elezione precedente:
| Cantone            | Seggi 2023 | +/- 2019 |
| ------------------ | ---------- | -------- |
| Zurigo             | 36         | 1        |
| Berna              | 24         | Stabile  |
| Vaud               | 19         | Stabile  |
| Argovia            | 16         | Stabile  |
| Ginevra            | 12         | Stabile  |
| San Gallo          | 12         | Stabile  |
| Lucerna            | 9          | Stabile  |
| Ticino             | 8          | Stabile  |
| Vallese            | 8          | Stabile  |
| Basilea Campagna   | 7          | Stabile  |
| Friburgo           | 7          | Stabile  |
| Soletta            | 6          | Stabile  |
| Turgovia           | 6          | Stabile  |
| Grigioni           | 5          | Stabile  |
| Basilea Città      | 4          | 1        |
| Neuchâtel          | 4          | Stabile  |
| Svitto             | 4          | Stabile  |
| Zugo               | 3          | Stabile  |
| Giura              | 2          | Stabile  |
| Sciaffusa          | 2          | Stabile  |
| Appenzello Esterno | 1          | Stabile  |
| Appenzello Interno | 1          | Stabile  |
| Glarona            | 1          | Stabile  |
| Nidvaldo           | 1          | Stabile  |
| Obvaldo            | 1          | Stabile  |
| Uri                | 1          | Stabile  |

### Consiglio degli Stati
Per l’elezione dei 46 membri del Consiglio degli Stati, invece, la  legge elettorale prevede che ciascun cantone disponga di due seggi, eccetto i cantoni di Appenzello Interno, Appenzello Esterno, Basilea Città, Basilea Campagna, Nidvaldo e Obvaldo che, essendo a tali scopi considerati semi-cantoni, dispongono di un solo seggio. 
Nel 2023, tutti i cantoni hanno eletto i propri Consiglieri agli Stati per quattro anni, e la data delle elezioni solitamente è corrisposta a quella delle elezioni federali, tranne in alcuni casi. In seguito, possono comunque sempre verificarsi delle elezioni suppletive.
Il 22 ottobre 2023 si è tenuto il primo turno delle elezioni per 41 dei 46 membri del Consiglio degli Stati. Poiché la Costituzione della Svizzera riconosce la capacità organizzativa delle elezioni della camera alta ai cantoni ed ai semicantoni, le singoli entità federate agiscono secondo un diritto proprio, che spesso non fa corrispondere le tornate elettorali con la data nazionale fissata. Esempi sono: il semicantone Appenzello Interno (AI), che il giorno delle elezioni non ha partecipato nell’elezione del suo Consigliere agli Stati, avendolo già fatto il 30 aprile dell’anno elettorale tramite la “Landsgemeinde”, o ancora il Canton Giura (JU) ed il Canton Neuchâtel (NE) che, eleggendo i propri consiglieri con il sistema proporzionale, non partecipano ad eventuali ballottaggi (comuni nel sistema maggioritario). Conseguenza di ciò è che, per i rimanenti cantoni e semicantoni utilizzanti quest’ultimo metodo per i loro Consiglieri agli Stati, le date di un eventuale secondo turno sono diverse dal giorno nazionale, considerabile come l’inizio del “periodo elettorale”. Esempi sono i cantoni e semicantoni che avrebbero potuto tenere il secondo turno il 12 novembre, come:
- Friburgo (FR);
- Ginevra (GE);
- Grigioni (GR);
- Turgovia (TG);
- Vaud (VD);
- Vallese (VS);

i cantoni e semicantoni che avrebbero potuto tenere il secondo turno il 19 novembre, come:
- Argovia (AG);
- Berna (BE);
- Basilea Campagna (BL);
- Glarona (GL);
- San Gallo (SG);
- Sciaffusa (SH);
- Soletta (SO);
- Ticino (TI);
- Zugo (ZG);
- Zurigo (ZH);

ed i cantoni e semicantoni che avrebbero potuto tenere il secondo turno il 26 novembre, come:
- Appenzello Interno (AR);
- Basilea Città (BS);
- Lucerna (LU);
- Nidvaldo (NW);
- Svitto (SZ);
- Uri (UR).

Infine il semicantone Obvaldo (OW) che invece, per la sua ridotta popolazione, di solito elegge il suo Consigliere agli Stati con il sistema maggioritario secco, in questo caso non ha partecipato all’elezione, essendo stato riconfermato il consigliere uscente per assenza di altre candidature.
In seguito, in base ai risultati del primo turno, sono risultati effettuare un turno di ballottaggio i seguenti cantoni:
- 12 novembre - Friburgo (FR), Ginevra (GE), Vaud (VD) e Vallese (VS);
- 19 novembre - Argovia (AG), Sciaffusa (SH), Soletta (SO), Ticino (TI) e Zurigo (ZH).

## Sondaggi politici
| Data di rilevazione            | Istituto      | UDC   | PS    | PLR   | AdC   | Verdi | PVL  | PEV  | Altri |
| ------------------------------ | ------------- | ----- | ----- | ----- | ----- | ----- | ---- | ---- | ----- |
| Data di rilevazione            | Istituto      |       |       |       |       |       |      |      | Altri |
| 10 luglio - 11 luglio 2023     | LeeWas        | 27,9  | 17,3  | 14,3  | 13,9  | 10,7  | 8,2  | -    | 7,7   |
| 8 giugno - 22 giugno 2023      | Sotomo/SSR    | 27,1  | 17,8  | 14,6  | 14,3  | 10,2  | 8,3  | 2,1  | 5,5   |
| 20 febbraio - 5 marzo 2023     | Sotomo/SSR    | 26,6  | 17,8  | 15,6  | 13,3  | 10,7  | 8,3  | -    | 7,7   |
| 15 febbraio - 17 febbraio 2023 | LeeWas        | 27,5  | 16,9  | 15,4  | 13,5  | 11,1  | 8,5  | -    | 7,1   |
| 26 settembre - 7 ottobre 2022  | Sotomo        | 26,1  | 16,3  | 16,1  | 13,3  | 11,7  | 9,3  | 2,1  | 5,1   |
| 15 - 16 agosto 2022            | LeeWas        | 25,9  | 16,2  | 16,4  | 13,4  | 11,8  | 9,2  | -    | 7,1   |
| 8 - 9 dicembre 2021            | LeeWas        | 27    | 16,2  | 15,4  | 13,3  | 11,7  | 10,2 | -    | 6,2   |
| 29 settembre - 3 ottobre 2021  | Sotomo        | 26,6  | 15,8  | 13,6  | 13,3  | 13,2  | 9,8  | 2,1  | 5,6   |
| 23 ottobre - 2 novembre 2020   | Sotomo        | 24,1  | 16,8  | 15,1  | 13,8  | 12,2  | 9,8  | 2,6  | 5,6   |
| 20 ottobre 2019                | Elezioni 2019 | 25,59 | 16,84 | 15,11 | 13,85 | 13,24 | 7,8  | 2,08 | 5,49  |

## Risultati

### Consiglio nazionale
|                 | Unione Democratica di Centro (UDC)          | 713 470   | 27,93 | 62  |  |  |
|                 | Partito Socialista Svizzero (PSS)           | 466 713   | 18,27 | 41  |  |  |
|                 | PLR.I Liberali Radicali (PLR)               | 364 053   | 14,25 | 28  |  |  |
|                 | Alleanza del Centro (AdC)                   | 359 075   | 14,06 | 29  |  |  |
|                 | Verdi Svizzeri (VS)                         | 249 891   | 9,78  | 23  |  |  |
|                 | Partito Verde Liberale della Svizzera (PVL) | 192 944   | 7,55  | 10  |  |  |
|                 | Partito Evangelico Svizzero (PEV)           | 49 828    | 1,95  | 2   |  |  |
|                 | Unione Democratica Federale (UDF)           | 31 512    | 1,23  | 2   |  |  |
|                 | Partito del Lavoro - SolidaritéS (PdL-SOL)  | 18 434    | 0,72  | –   |  |  |
|                 | Lega dei Ticinesi (LdT)                     | 14 159    | 0,55  | 1   |  |  |
|                 | Movimento dei Cittadini Ginevrini (MCG)     | 13 018    | 0,51  | 2   |  |  |
|                 | Altri (ALT)                                 | 81 376    | 3,19  | –   |  |  |
| Totale          | Totale                                      | 2 554 482 | 100   | 200 |  |  |
|                 |                                             |           |       |     |  |  |
| Voti non validi | Voti non validi                             | 50 449    | 1,94  |     |  |  |
| Votanti         | Votanti                                     | 2 604 931 | 46,64 |     |  |  |
| Elettori        | Elettori                                    | 5 585 212 |       |     |  |  |

| Riepilogo dei voti                    | Riepilogo dei voti                    | Riepilogo dei voti                    | Riepilogo dei voti | Riepilogo dei voti | Riepilogo dei voti | Riepilogo dei voti |
| ------------------------------------- | ------------------------------------- | ------------------------------------- | ------------------ | ------------------ | ------------------ | ------------------ |
| Unione Democratica di Centro          | Unione Democratica di Centro          | Unione Democratica di Centro          |                    |                    | 27,93%             | ▲ 2,30             |
| Partito Socialista Svizzero           | Partito Socialista Svizzero           | Partito Socialista Svizzero           |                    |                    | 18,27%             | ▲ 1,43             |
| PLR.I Liberali Radicali               | PLR.I Liberali Radicali               | PLR.I Liberali Radicali               |                    |                    | 14,25%             | ▼ 0,86             |
| Alleanza del Centro                   | Alleanza del Centro                   | Alleanza del Centro                   |                    |                    | 14,06%             | ▲ 0,24             |
| Verdi Svizzeri                        | Verdi Svizzeri                        | Verdi Svizzeri                        |                    |                    | 9,78%              | ▼ 3,72             |
| Partito Verde Liberale della Svizzera | Partito Verde Liberale della Svizzera | Partito Verde Liberale della Svizzera |                    |                    | 7,55%              | ▼ 0,25             |
| Partito Evangelico Svizzero           | Partito Evangelico Svizzero           | Partito Evangelico Svizzero           |                    |                    | 1,95%              | ▼ 0,21             |
| Unione Democratica Federale           | Unione Democratica Federale           | Unione Democratica Federale           |                    |                    | 1,23%              | ▲ 0,23             |
| Partito del Lavoro - SolidaritéS      | Partito del Lavoro - SolidaritéS      | Partito del Lavoro - SolidaritéS      |                    |                    | 0,72%              | ▼ 0,33             |
| Lega dei Ticinesi                     | Lega dei Ticinesi                     | Lega dei Ticinesi                     |                    |                    | 0,55%              | ▼ 0,20             |
| Movimento dei Cittadini Ginevrini     | Movimento dei Cittadini Ginevrini     | Movimento dei Cittadini Ginevrini     |                    |                    | 0,51%              | ▲ 0,29             |
| Altri (<0,09%)                        | Altri (<0,09%)                        | Altri (<0,09%)                        |                    |                    | 3,19%              | ━                  |
| Riepilogo dei seggi                   |                                       |                                       |                    |                    |                    |                    |
|                                       |                                       |                                       |                    |                    |                    |                    |
| PdL - SOL                             | 0                                     | ▼ 0                                   |                    | PSS                | 41                 | ▲ 2                |
| VS                                    | 23                                    | ▼ 5                                   |                    | PES                | 2                  | ▼ 1                |
| PVL                                   | 10                                    | ▼ 6                                   |                    | AdC                | 29                 | ▲ 1                |
| PLR                                   | 28                                    | ▼ 1                                   |                    | LdT                | 1                  | ━                  |
| UDF                                   | 2                                     | ▲ 1                                   |                    | UDC                | 62                 | ▲ 9                |
| MCG                                   | 2                                     | ▲ 2                                   |                    |                    |                    |                    |

### Consiglio degli Stati
| Partito | Partito                                     | Seggi   | Seggi    | Seggi  | +/-     |
| Partito | Partito                                     | I turno | II turno | Totale | +/-     |
| ------- | ------------------------------------------- | ------- | -------- | ------ | ------- |
|         | Alleanza del Centro (AdC)                   | 10      | 5        | 15     | 2       |
|         | PLR.I Liberali Radicali (PLR)               | 9       | 2        | 11     | 1       |
|         | Partito Socialista Svizzero (PSS)           | 6       | 3        | 9      | Stabile |
|         | Unione Democratica di Centro (UDC)          | 5       | 1        | 6      | Stabile |
|         | Verdi Svizzeri (VS)                         | 3       | -        | 3      | 2       |
|         | Partito Verde Liberale della Svizzera (PVL) | -       | 1        | 1      | 1       |
|         | Movimento dei Cittadini Ginevrini (MCG)     | -       | 1        | 1      | 1       |
| Totale  | Totale                                      | 33      | 13       | 46     |         |

### Esplicative
1. 1 2  Per il Consiglio degli Stati, si veda la sezione apposita della voce.
2. ↑  Dato inerente alle sole elezioni del Consiglio Nazionale, per via della peculiarità del sistema. Per informazioni, si veda la sezione “Sistema elettorale” della voce.
3. ↑  Di cui 11,9% al PPD e 1,9% al PBD.
4. ↑  Di cui 11,38% al PPD e 2,47% al PBD.
5. ↑  Attivo solo nel Canton Ticino (TI).
6. ↑  Attivo solo nel Canton Ginevra (GE).

### Bibliografiche
1. ↑   Date di votazione in bianco, su bk.admin.ch. URL consultato il 27 settembre 2022.
2. ↑   Si vota in Svizzera, e anche lì si parla di immigrazione, su ilpost.it, Il Post, 22 ottobre 2023.
3. ↑   Svizzera al voto, prevista crescita della destra conservatrice, su ansa.it, ANSA, 22 ottobre 2023.
4. 1 2 3 4 5 6   Elezione del Consiglio degli Stati, su parlament.ch.
5. ↑   In Svizzera ha vinto la destra, Il Post, 22 ottobre 2023.
6. ↑   Elezioni in Svizzera: avanza la destra populista e conservatrice con il 29% dei voti. Calano i Verdi, Rai News, 22 ottobre 2023.
7. ↑   Elezioni Svizzera: sale la destra conservatrice, verdi in calo, SkyTG24, 22 ottobre 2023.
8. 1 2 3 4 5 6   Elezione del Consiglio nazionale, su parlament.ch.
9. ↑  Ex Artt. 40-41,  Legge federale sui diritti politici - LDP (RS 161.1), su fedlex.admin.ch.
10. ↑  Ex Art. 47, cpv. 1,  Legge federale sui diritti politici - LDP (RS 161.1), su fedlex.admin.ch.
11. ↑   Numero di seggi in Parlamento, su ch.ch.
12. ↑   Elezioni 2023 - Secondo turno dell’elezione degli Consiglio degli Stati, su ch.ch.
13. ↑  (DE) 20 MINUTEN-/TAMEDIAWAHLUMFRAGE (PDF), su tamedia.ch (archiviato il 26 luglio 2023).
14. ↑  (DE) DRG SSR Wahlbarometer: Studienbericht Juli 2023 (PDF), su sotomo.ch (archiviato dall'url originale il 6 luglio 2023).
15. ↑   Federali 2023, i Verdi perdono consensi, in RSI, 22 marzo 2023.
16. ↑  (DE) 20 MINUTEN-/TAMEDIAWAHLUMFRAGE (PDF), su tamedia.ch (archiviato l'8 aprile 2023).
17. ↑  (DE) SRG SSR Wahlbarometer (PDF), su sotomo.ch. URL consultato il 19 gennaio 2023 (archiviato il 19 gennaio 2023).
18. ↑  (DE) 20 MINUTEN-/TAMEDIAWAHLUMFRAGE (PDF), su tamedia.ch. URL consultato il 27 settembre 2022 (archiviato il 5 ottobre 2022).
19. ↑  (DE) 20 MINUTEN-/TAMEDIAWAHLUMFRAGE (PDF), su tamedia.ch. URL consultato il 27 settembre 2022 (archiviato il 21 gennaio 2022).
20. ↑  (DE) SRG SSR Wahlbarometer (PDF), su sotomo.ch. URL consultato il 28 settembre 2022 (archiviato il 5 ottobre 2022).
21. ↑  (DE) SRG SSR Wahlbarometer (PDF), su sotomo.ch. URL consultato il 28 settembre 2022 (archiviato il 5 ottobre 2022).